# Maquoketa
Maquoketa és una població dels Estats Units a l'estat d'Iowa. Segons el cens del 2000 tenia 6.112 habitants.

## Demografia
Segons el cens del 2000, Maquoketa tenia 6.112 habitants, 2.614 habitatges, i 1.599 famílies. La densitat de població era de 684 habitants/km².
Dels 2.614 habitatges en un 29,1% hi vivien nens de menys de 18 anys, en un 46,4% hi vivien parelles casades, en un 11,1% dones solteres, i en un 38,8% no eren unitats familiars. En el 34,3% dels habitatges hi vivien persones soles el 18,1% de les quals corresponia a persones de 65 anys o més que vivien soles. El nombre mitjà de persones vivint en cada habitatge era de 2,26 i el nombre mitjà de persones que vivien en cada família era de 2,9.
Per edats la població es repartia de la següent manera: un 24,4% tenia menys de 18 anys, un 8,3% entre 18 i 24, un 25,2% entre 25 i 44, un 20,6% de 45 a 60 i un 21,4% 65 anys o més.
L'edat mediana era de 40 anys. Per cada 100 dones de 18 o més anys hi havia 81 homes.
La renda mediana per habitatge era de 28.984 $ i la renda mediana per família de 36.705 $. Els homes tenien una renda mediana de 25.819 $ mentre que les dones 19.421 $. La renda per capita de la població era de 16.360 $. Entorn del 9,1% de les famílies i el 12,3% de la població estaven per davall del llindar de pobresa.

## Poblacions més properes
El següent diagrama mostra les poblacions més properes.